# Santuario della Beata Vergine Maria di San Giovanni
Il santuario della Beata Vergine Maria di San Giovanni è una chiesa cattolica situata a Sommariva del Bosco (CN).

## Storia

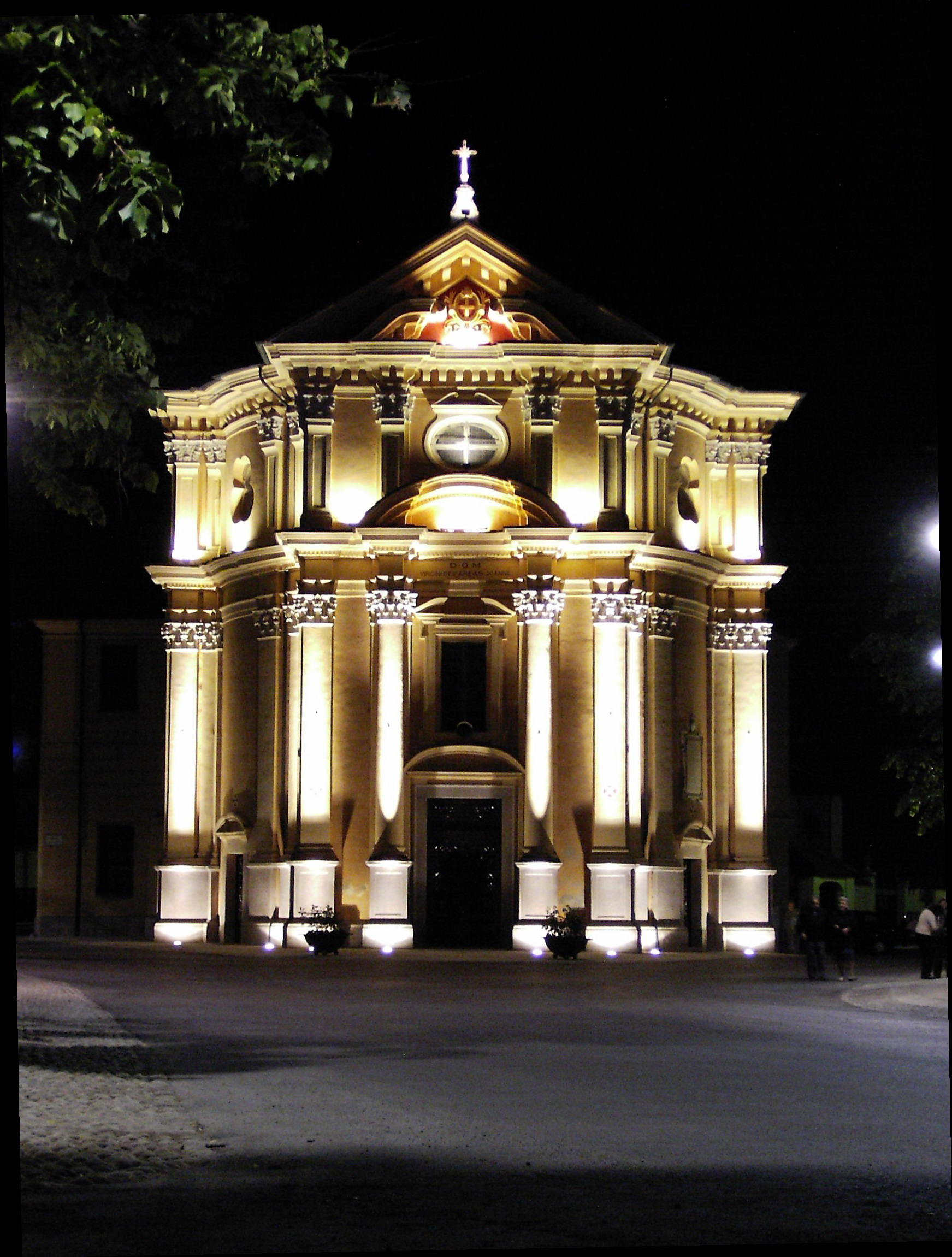
Il santuario di notte, dopo l'illuminazione monumentale allestita nel 2006.

Il santuario fu eretto sul sito di un antico pilone votivo. Esisteva sul luogo un pilone dove la tradizione vuole che sia avvenuta un'apparizione di Maria. A seguito dell'apparizione fu eretto il santuario, inglobando al suo interno l'antico pilone. Sorge nella zona pianeggiante dell'abitato, al vertice di una estesa punta di freccia urbanistica in uscita dal borgo che un tempo indicava l'orizzonte della campagna senza edifici e la direzione di Racconigi. 
Fu costruito incorporando l'abside semicircolare di una cappella preesistente, su una parete della quale, all'interno, è dipinta l'immagine della Madonna col Bambino, affresco risalente all'ultimo quarto del XIV secolo, ancora oggi visibile inglobato all'interno dell'abside. Secondo la leggenda, un cieco che, in una tranquilla domenica di maggio del 1685, all'incirca alle quattro del pomeriggio, si era fermato a pregare davanti all'effigie, riacquistò la vista. Era il 6 maggio, ricorrenza che da allora diventò la tradizionale “festa di Sommariva”. A seguito del miracolo e d'altri eventi straordinari, la comunità decise la costruzione del santuario che, sulla base del progetto di Michelangelo Garove, uno dei più noti architetti dell'epoca, venne nel tempo assumendo le proporzioni attuali.
L'erezione di quest'edificio comportò grandi sacrifici per la comunità, in primo luogo per il trasporto di materiali ed il reperimento dei fondi necessari. Nell'esecuzione colpisce l'andamento ellissoidale della costruzione, la monumentalità alleggerita da pochi elementi decorativi, che rendono mobile la superficie, lo sviluppo ascensionale dell'insieme che costringe lo sguardo ad elevarsi. All‘interno la volta è sostenuta da grandi colonne rotonde, poggianti su una base quadrata e l'insieme è impreziosito dall'uso di materiali vari: marmi, stucchi, decorazioni in oro zecchino, sculture, affreschi, con un'interpretazione originale dello spazio.
Le pareti laterali sono scandite da cappelle dedicate all'arcangelo Michele e a sant'Antonio abate. I due quadri sono opere dell'Operti. In una nicchia è custodita la statua della Madonna sul trono; a sinistra il pulpito è di pregevole fattura, che riproduce quella del celebre affresco. Di particolare importanza è l'affresco dell'abside, dai tratti gotici, raffigurante la Madonna che, seduta, tiene disteso in grembo il Bambino, con la mano destra protesa su di lui in atteggiamento protettivo, mentre nella sinistra solleva un libro di preghiere in cui, sempre secondo la leggenda, sono scritti tutti i nomi degli abitanti di Sommariva. La bellezza dell'affresco (che qualcuno attribuisce al Turcotto) è oggi parzialmente compromessa dall'inserimento successivo d'angeli che reggono una corona sulla testa della Madonna.
Quest'inserimento, dettato forse dal desiderio di impreziosire il dipinto e onorare l'effigie, può apparire come una forzatura nella semplice bellezza quattrocentesca che costituiva il pregio maggiore dell'opera. La facciata, con colonne e capitelli, con lesene addossate, riprende in modo monumentale e tipicamente barocco la tipologia costruttiva dell'interno. Il campanile, ornato da quattro statue in pietra, ai quattro lati al piano delle campane, ben s'inserisce nel complesso, accentuando il senso di leggerezza che è l'impressione finale, per chi ammira questo gioiello architettonico sia da lontano sia da vicino. Nel 1832 iniziò la costruzione dell'adiacente convento.